# Olympische Zwischenspiele 1906/Teilnehmer (Frankreich)
| Gelbes Symbol für Goldmedaillen mit stilisierten Olympischen Ringen | Graues Symbol für Silbermedaillen mit stilisierten Olympischen Ringen | Braundes Symbol für Bronzemedaillen mit stilisierten Olympischen Ringen |
| ------------------------------------------------------------------- | --------------------------------------------------------------------- | ----------------------------------------------------------------------- |
| 15                                                                  | 9                                                                     | 16                                                                      |

Frankreich nahm an den Olympischen Zwischenspielen 1906 in Athen, Griechenland, mit 56 Sportlern teil. Dabei konnten die Athleten 15 Gold-, neun Silbermedaillen und 16 Bronzemedaille gewinnen.

## Medaillengewinner

### Olympiasieger
| Name                                                                     | Sportart       | Wettkampf                                      |
| ------------------------------------------------------------------------ | -------------- | ---------------------------------------------- |
| Georges Dillon-Cavanagh                                                  | Fechten        | Florett Einzel                                 |
| Georges de la Falaise                                                    | Fechten        | Degen Einzel                                   |
| Georges Dillon-Cavanagh Pierre d’Hugues Georges de la Falaise Cyril Mohr | Fechten        | Degen Mannschaft                               |
| Fernand Gonder                                                           | Leichtathletik | Stabhochsprung                                 |
| Fernand Vast                                                             | Radsport       | Straßenrennen Einzel                           |
| Gaston Delaplane                                                         | Rudern         | Einer (1000 m)                                 |
| Jean Fouconnier                                                          | Schießen       | Militärrevolver (20 m, Modell des Jahres 1874) |
| Maurice Lecoq                                                            | Schießen       | Freier Revolver (25 m)                         |
| Léon Moreaux                                                             | Schießen       | Scheibenpistole (20 m)                         |
| Léon Moreaux                                                             | Schießen       | Militärgewehr (200 m, Modell des Jahres 1874)  |
| Max Décugis                                                              | Tennis         | Einzel                                         |
| Max Décugis Maurice Germot                                               | Tennis         | Doppel                                         |
| Marie Décugis Max Décugis                                                | Tennis         | Mixed                                          |
| Pierre Payssé                                                            | Turnen         | Einzelmehrkampf (5 Übungen)                    |
| Pierre Payssé                                                            | Turnen         | Einzelmehrkampf (6 Übungen)                    |

### Zweiter
| Name                                                                                         | Sportart | Wettkampf                                      |
| -------------------------------------------------------------------------------------------- | -------- | ---------------------------------------------- |
| Georges Dillon-Cavanagh                                                                      | Fechten  | Degen Einzel                                   |
| Maurice Bardonneau                                                                           | Radsport | Straßenrennen Einzel                           |
| Maurice Bardonneau                                                                           | Radsport | 20 km Bahnfahren mit Schrittmacher             |
| Joseph Larran                                                                                | Radsport | Einer (1000 m)                                 |
| Gaston Delaplane Léon Delignières Charles Delaporte Paul Échard Marcel Frébourg (Steuermann) | Rudern   | Vierer mit Steuermann (2000 m)                 |
| Raoul de Boigne                                                                              | Schießen | Militärrevolver (20 m, Modell des Jahres 1874) |
| Jean Fouconnier                                                                              | Schießen | Freier Revolver (50 m)                         |
| Léon Moreaux                                                                                 | Schießen | Duellpistole (20 m)                            |
| Maurice Germot                                                                               | Tennis   | Einzel                                         |

### Dritter
| Name                                                                                                | Sportart     | Wettkampf                                      |
| --------------------------------------------------------------------------------------------------- | ------------ | ---------------------------------------------- |
| Pierre d’Hugues                                                                                     | Fechten      | Florett Einzel                                 |
| Alexandre Maspoli                                                                                   | Gewichtheben | Beidarmig                                      |
| Edmond Luguet                                                                                       | Radsport     | Straßenrennen Einzel                           |
| Henri Menjou                                                                                        | Radsport     | 333,33 m Zeitfahren (Bahnrunde)                |
| Fernand Vast                                                                                        | Radsport     | 5000 m Bahnfahren                              |
| Fernand Vast                                                                                        | Radsport     | 20 km Bahnfahren mit Schrittmacher             |
| Joseph Halcet Adolphe Bernard Jean-Baptiste Mathieu (Steuermann)                                    | Rudern       | Zweier mit Steuermann (1 Meile)                |
| Charles Delaporte Gaston Delaplane Marcel Frébourg (Steuermann)                                     | Rudern       | Zweier mit Steuermann (1000 m)                 |
| Joseph Halcet Pierre Sourbé Adolphe Bernard Jean-Baptist Laporte Jean-Baptiste Mathieu (Steuermann) | Rudern       | Vierer mit Steuermann (2000 m)                 |
| Raoul de Boigne                                                                                     | Schießen     | Militärgewehr (300 m)                          |
| Maurice Lecoq                                                                                       | Schießen     | Scheibenpistole (20 m)                         |
| Hermann Martin                                                                                      | Schießen     | Militärrevolver (20 m, Modell des Jahres 1874) |
| Léon Moreaux                                                                                        | Schießen     | Freies Gewehr, Einzel (300 m)                  |
| Léon Moreaux Raoul de Boigne Jean Fouconnier Maurice Fauré Maurice Lecoq                            | Schießen     | Freies Gewehr, Mannschaft (300 m)              |
| Gustave Charmoille                                                                                  | Turnen       | Einzelmehrkampf (5 Übungen)                    |
| Gustave Charmoille                                                                                  | Turnen       | Einzelmehrkampf (6 Übungen)                    |

## Teilnehmer nach Sportarten

### Fechten
- Georges Dillon-Cavanagh
Florett Einzel:  Olympiasieger
Degen Einzel:  Zweiter
Degen Mannschaft:  Olympiasieger
Säbel Einzel: Vorrunde

- Georges de la Falaise
Degen Einzel:  Olympiasieger
Degen Mannschaft:  Olympiasieger
Säbel Einzel (1 Treffer): Vierter

- Pierre d’Hugues
Florett Einzel:  Dritter
Degen Einzel: DNF
Degen Mannschaft:  Olympiasieger
Säbel Einzel (1 Treffer): Vorrunde

- Cyril Mohr
Degen Mannschaft:  Olympiasieger

- Prospère Sénat
Florett Einzel: Vorrunde

### Gewichtheben
- Alexandre Maspoli
Einarmig, links und rechts: Vierter
Beidarmig:  Dritter

### Leichtathletik
- Émile Bonheure
Marathon: DNF

- André Désfarges
Kugelstoßen: k. A.
Steinstoßen: k. A.
Diskuswurf: k. A.
Fünfkampf: DNF

- Louis Bonniot de Fleurac
5 Meilen (8047 m): DNF

- Fernand Gonder
Stabhochsprung:  Olympiasieger

- Henri Jardin
Standweitsprung: Neunter

- Georges Malfait
100 m: Vorrunde
400 m: Vorrunde

- Alexandre Maspoli
Standweitsprung: 18.

- Henri Molinié
110 m Hürden: Fünfter
Hochsprung: k. A.

- Jean Papot
Hochsprung: k. A.

- Gaston Ragueneau
5 Meilen (8047 m): DNF

- André Roffi
Marathon: Achter

- Michel Soalhat
800 m: Vorrunde
1500 m: Vorrunde

- André Tison
Standweitsprung: 22.
Kugelstoßen: Vierter
Diskuswurf: Fünfter

### Radsport
- Maurice Bardonneau
Straßenrennen Einzel:  Zweiter
5000 m Bahnfahren: Vorrunde
20 km Bahnfahren mit Schrittmacher:  Zweiter

- Marc Bélin du Coteau
100 m: Vorrunde
400 m: Achter

- Gaston Delaplane
1000 m Zeitfahren: Vorrunde
5000 m Bahnfahren: Vorrunde

- Émile Demangel
1000 m Zeitfahren: Vorrunde
5000 m Bahnfahren: Vierter
333,33 m Zeitfahren (Bahnrunde): Vierter

- Charles Delaporte
1000 m Zeitfahren: Vorrunde

- Edmond Luguet
Straßenrennen Einzel:  Dritter
1000 m Zeitfahren: Vorrunde
5000 m Bahnfahren: Vorrunde
20 km Bahnfahren mit Schrittmacher: Sechster

- Henri Menjou
1000 m Zeitfahren: Vorrunde
333,33 m Zeitfahren (Bahnrunde):  Dritter
5000 m Bahnfahren: Vorrunde
20 km Bahnfahren mit Schrittmacher: Vorrunde

- Fernand Vast
Straßenrennen Einzel:  Olympiasieger
1000 m Zeitfahren: Vorrunde
333,33 m Zeitfahren (Bahnrunde): 15.
5000 m Bahnfahren:  Dritter
20 km Bahnfahren mit Schrittmacher:  Dritter

### Ringen
- Paul Boghaert
Mittelgewicht: Achter

- Georges Juery
Mittelgewicht: Achter

### Rudern
- Adolphe Bernard
Zweier mit Steuermann (1000 m): Vierter
Zweier mit Steuermann (1 Meile):  Dritter
Vierer mit Steuermann (2000 m):  Zweiter

- Gaston Delaplane
Einer (1000 m):  Olympiasieger
Zweier mit Steuermann (1000 m):  Dritter
Zweier mit Steuermann (1 Meile): k. A.
Vierer mit Steuermann (2000 m):  Zweiter

- Charles Delaporte
Zweier mit Steuermann (1000 m):  Dritter
Zweier mit Steuermann (1 Meile): k. A.
Vierer mit Steuermann (2000 m):  Zweiter

- Léon Delignières
Vierer mit Steuermann (2000 m):  Zweiter

- Paul Échard
Vierer mit Steuermann (2000 m):  Zweiter

- Marcel Frébourg
Zweier mit Steuermann (1000 m):  Dritter
Zweier mit Steuermann (1 Meile): k. A.
Vierer mit Steuermann (2000 m):  Zweiter

- Joseph Halcet
Zweier mit Steuermann (1000 m): Vierter
Zweier mit Steuermann (1 Meile):  Dritter
Vierer mit Steuermann (2000 m):  Dritter

- Jean-Baptist Laporte
Vierer mit Steuermann (2000 m):  Dritter

- Joseph Larran
Einer (1000 m):  Zweiter

- Jean-Baptiste Mathieu
Zweier mit Steuermann (1000 m): Vierter
Zweier mit Steuermann (1 Meile):  Dritter
Vierer mit Steuermann (2000 m):  Dritter

- Pierre Sourbé
Vierer mit Steuermann (2000 m):  Dritter

### Schießen
- Raoul de Boigne
Freier Revolver (25 m): 23.
Freier Revolver (50 m): Neunter
Militärrevolver (20 m, Modell des Jahres 1874):  Zweiter
Militärrevolver (20 m): Zwölfter
Scheibenpistole (20 m): Elfter
Schnellfeuerpistole (25 m): 18.
Freies Gewehr, Mannschaft (300 m):  Dritter
Freies Gewehr, Einzel (300 m): Siebter
Militärgewehr (200 m, Modell des Jahres 1874): 11.
Militärgewehr (300 m):  Dritter
Tontaubenschießen (Trap): DNF
Tontaubenschießen, Doppelschuss (Trap): DNF

- Charles Clapier
Schnellfeuerpistole (25 m): 15.

- Maurice Fauré
Freier Revolver (25 m): 13.
Freier Revolver (50 m): 14.
Militärrevolver (20 m, Modell des Jahres 1874): Neunter
Militärrevolver (20 m): 24.
Scheibenpistole (20 m): 13.
Schnellfeuerpistole (25 m): 10.
Freies Gewehr, Mannschaft (300 m):  Dritter
Freies Gewehr, Einzel (300 m): 21.
Militärgewehr (200 m, Modell des Jahres 1874): Fünfter
Militärgewehr (300 m): Zehnter
Tontaubenschießen (Trap): Vierter
Tontaubenschießen, Doppelschuss (Trap): Fünfter

- Jean Fouconnier
Freier Revolver (25 m): Neunter
Freier Revolver (50 m):  Zweiter
Militärrevolver (20 m, Modell des Jahres 1874):  Olympiasieger
Militärrevolver (20 m): Elfter
Scheibenpistole (20 m): Achter
Schnellfeuerpistole (25 m): 20.
Freies Gewehr, Mannschaft (300 m):  Dritter
Freies Gewehr, Einzel (300 m): Achter
Militärgewehr (200 m, Modell des Jahres 1874): 22.
Militärgewehr (300 m): 16.
Tontaubenschießen (Trap): DNF
Tontaubenschießen, Doppelschuss (Trap): Sechster

- Maurice Lecoq
Freier Revolver (25 m):  Olympiasieger
Freier Revolver (50 m): Sechster
Militärrevolver (20 m, Modell des Jahres 1874): Vierter
Militärrevolver (20 m): 17.
Scheibenpistole (20 m):  Dritter
Schnellfeuerpistole (25 m): Zwölfter
Freies Gewehr, Mannschaft (300 m):  Dritter
Freies Gewehr, Einzel (300 m): 13.
Militärgewehr (200 m, Modell des Jahres 1874): Zwölfter
Militärgewehr (300 m): Fünfter

- Hermann Martin
Freier Revolver (25 m): Siebter
Freier Revolver (50 m): 16.
Militärrevolver (20 m, Modell des Jahres 1874):  Dritter
Militärrevolver (20 m): 15.
Scheibenpistole (20 m): Neunter
Schnellfeuerpistole (25 m): Elfter
Freies Gewehr, Einzel (300 m): 19.
Militärgewehr (200 m, Modell des Jahres 1874): 23.
Militärgewehr (300 m): 22.

- Léon Moreaux
Freier Revolver (25 m):  Zweiter
Freier Revolver (50 m): 19.
Militärrevolver (20 m, Modell des Jahres 1874): 16.
Militärrevolver (20 m): Fünfter
Scheibenpistole (20 m):  Olympiasieger
Schnellfeuerpistole (25 m): Sechster
Freies Gewehr, Mannschaft (300 m):  Dritter
Freies Gewehr, Einzel (300 m):  Dritter
Militärgewehr (200 m, Modell des Jahres 1874):  Olympiasieger
Militärgewehr (300 m): Vierter

### Schwimmen
- Albert Bouguin
100 m Freistil: Vorlauf
1 Meile (1609 m) Freistil: DNF

- Paul Vasseur
1 Meile (1609 m) Freistil: DNF

### Tennis
- Marie Décugis
Einzel: Fünfter
Mixed:  Olympiasieger

- Max Décugis
Einzel:  Olympiasieger
Doppel:  Olympiasieger
Mixed:  Olympiasieger

- Maurice Germot
Einzel:  Zweiter
Doppel:  Olympiasieger

- Jim Giraud
Einzel: Neunter

### Turnen
- Gustave Charmoille
Einzelmehrkampf (5 Übungen):  Dritter
Einzelmehrkampf (6 Übungen):  Dritter

- Daniel Lavielle
Einzelmehrkampf (5 Übungen): Siebter
Einzelmehrkampf (6 Übungen): Zehnter

- Pierre Payssé
Einzelmehrkampf (5 Übungen):  Olympiasieger
Einzelmehrkampf (6 Übungen):  Olympiasieger

- Pissié
Einzelmehrkampf (5 Übungen): Sechster
Einzelmehrkampf (6 Übungen): Sechster